# Ebo av Reims

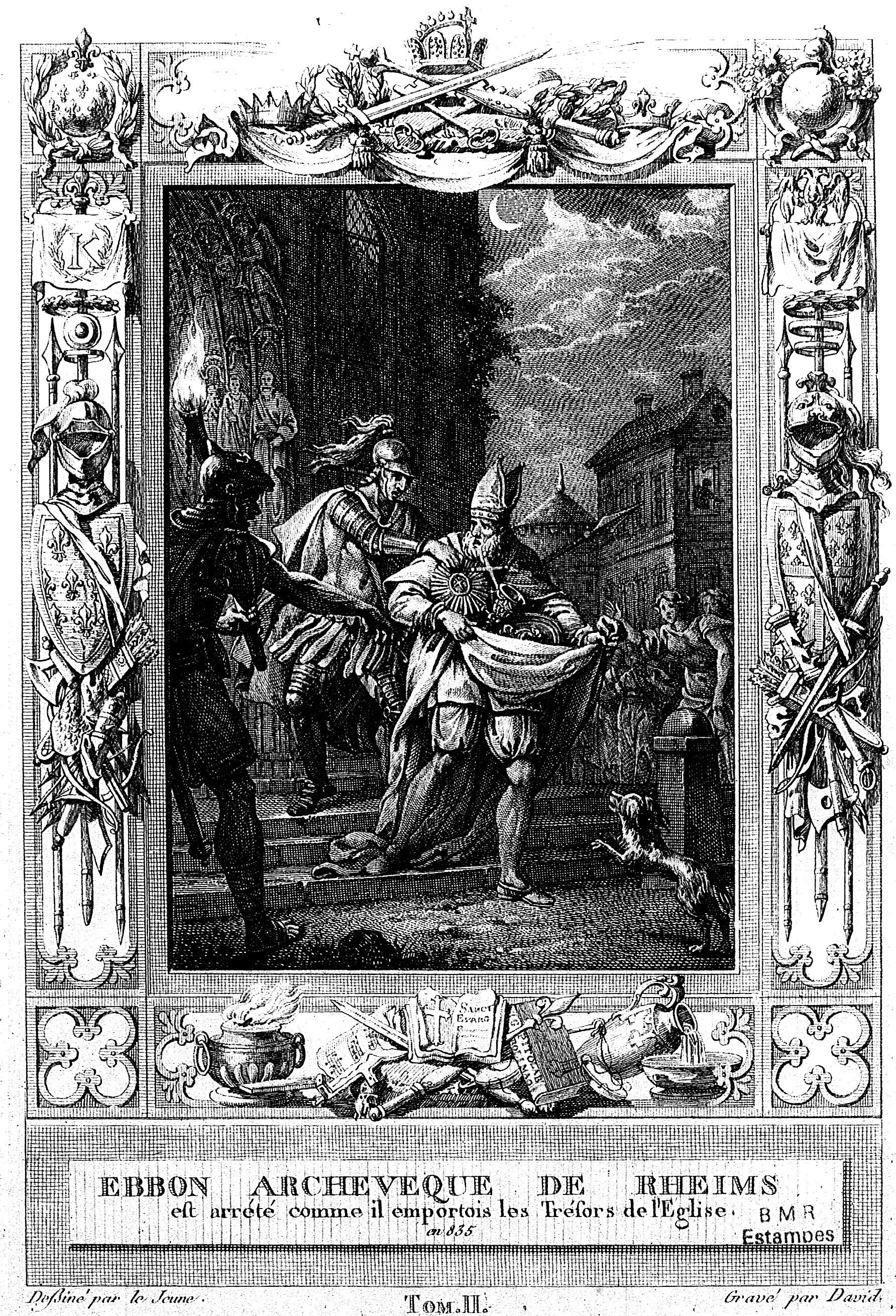

Ebo, född omkring 775, död 851, var en frankisk biskop. Han fick som ärkebiskop av Reims år 822 av påve Paschalis I i uppdrag att missionera i Norden. 
Ebo var son till en livegen och växte upp med kejsar Ludvig den fromme. 816 blev han 
ärkebiskop av Reims. På den tiden sönderslets Danmark av tronstrider. Harald Klak som 814 drivits bort från Danmark av
Godfreds söner, sökte hjälp hos kejsar Ludvig och blev 819 återinsatt och behärskade en del av Danmark. Denna omständighet använde kejsaren för att söka skaffa kristendomen insteg bland danskarna. På mötet i Attigny i augusti 822 fick Ebo i uppdrag att utföra denna mission. Sommaren 823 var han i Danmark och predikade evangelium, men lämnade snart det av konflikter härjade landet. Han tycks inte ha besökt Danmark fler gånger, men skickade ut Ansgar på dennes första missionsresa till Birka.
På det politiska området stödde Ebo kejsar Ludvig den frommes tre äldsta söner, när de 833 åter höjde upprorsfanan mot sin far. Då Ludvig åter kommit till makten, 835, måste Ebo förklara sig sitt ärkebiskopsämbete ovärdig, varefter han avsattes och fördes först till klostret i Fulda, sedan i Fleury. Vid de strider som utbröt efter Ludvig den frommes död 840 mellan dennes söner, tog Ebo parti för Lothar I och blev åter insatt i sitt ärkestift, men då största delen av stiftet hamnade i Karl den skalliges territorium vid riksdelningen i Verdun 843  blev Ebo åter avsatt, men blev istället biskop av Hildesheims katolska stift. Biskop Ebo dog 851.